# Unterseeboot 70 (1940)
Pour les articles homonymes, voir Unterseeboot 70.
Le Unterseeboot 70 (ou U-70) est un sous-marin (U-Boot) allemand de type VII C de la Kriegsmarine pendant la Seconde Guerre mondiale.

## Historique
Mis en service le 23 novembre 1940, l'U-70 sert initialement de sous-marin d'entrainement au sein de la 7. Unterseebootsflottille à Kiel.

Le 1er février 1941, l'U-70 devient opérationnel toujours dans la 7. Unterseebootsflottille.
Il appareille le 10 février 1941 du port de Kiel pour sa première patrouille de combat sous les ordres du Kapitänleutnant Joachim Matz, en recherche à l'ouest des îles britanniques. Après 16 jours en mer, ayant coulé un navire de 820 tonneaux et endommagé 3 autres navires pour un total de 20 484 tonneaux, l'U-70 est coulé le 7 mars 1941 au sud-est de l'Islande à la position géographique de 60° 15′ N, 14° 00′ O, par des charges de profondeur lancées par les corvettes britanniques HMS Camellia et HMS Arbutus. 
Parmi les 45 membres d'équipage, 25 survivants sont secourus.

## Affectations
- 7. Unterseebootsflottille du 23 novembre 1940 au 31 janvier 1941 - Flottille d'entraînement
- 7. Unterseebootsflottille du 1er février au 7 mars 1941 - Flottille de combat

## Commandements
- Kapitänleutnant Joachim Matz du 23 novembre 1940 au 7 mars 1941

## Patrouilles
|       | Commandant          | Départ          | Départ | Arrivée       | Arrivée | Jours    | Succès   |
| ----- | ------------------- | --------------- | ------ | ------------- | ------- | -------- | -------- |
| 1     | Kptlt. Joachim Matz | 20 février 1941 | Kiel   | 24 avril 1942 | Coulé   | 16 jours | 21 304   |
| Total | Total               | Total           | Total  | Total         | Total   | 16 jours | 21 304 t |

Note : Kptlt. = Kapitänleutnant

## Navires coulés
L'Unterseeboot 70 a coulé 1 navire marchand de 820 tonneaux et a endommagé 3 navires marchands pour un total de 20 484 tonneaux au cours de l'unique patrouille (16 jours en mer) qu'il effectua.
| Date            | Nom        | Nationalité     | Tonnage (GRT) | Fait      |
| --------------- | ---------- | --------------- | ------------- | --------- |
| 26 février 1941 | Goteborg   | Suède           | 820           | Coulé     |
| 7 mars 1941     | Athelbeach | Grande-Bretagne | 6 568         | Endommagé |
| 7 mars 1941     | Delilian   | Grande-Bretagne | 6 423         | Endommagé |
| 7 mars 1941     | Mijdrecht  | Pays-Bas        | 7 493         | Endommagé |